# Basketbol Süper Ligi 2017-18
La Basketbol Süper Ligi 2017-18 fue la edición número 52 de la Basketbol Süper Ligi, la máxima competición de baloncesto de Turquía. La temporada regular comenzó el 7 de octubre de 2017 y los playoffs acabaron el 13 de junio de 2018. Los ocho mejor clasificados accedieron a los playoffs, resultando campeón el Fenerbahçe, que logró su noveno título de campeón, mientras que el Yeşilgiresun Belediye y el Muratbey Uşak Sportif descendieron a la TB2L.

## Equipos temporada 2017-18
| Equipo                    | Ciudad    | Pabellón                        | Capacidad |
| ------------------------- | --------- | ------------------------------- | --------- |
| Anadolu Efes              | Istanbul  | Sinan Erdem Dome                | 16,000    |
| Banvit                    | Bandırma  | Kara Ali Acar Sport Hall        | 3,000     |
| Beşiktaş Sompo Japan      | Istanbul  | BJK Akatlar Arena               | 3,200     |
| Darüşşafaka               | Istanbul  | Volkswagen Arena Istanbul       | 5,000     |
| Demir İnşaat Büyükçekmece | Istanbul  | Gazanfer Bilge Spor Salonu      | 3,000     |
| Eskişehir Basket          | Eskişehir | Anadolu Üniversitesi Sport Hall | 5,000     |
| Fenerbahçe Doğuş          | Istanbul  | Ülker Sports Arena              | 13,800    |
| Galatasaray Odeabank      | Istanbul  | Sinan Erdem Dome                | 16,000    |
| Gaziantep Basketbol       | Gaziantep | Karataş Şahinbey Sport Hall     | 6,400     |
| İstanbul BB               | Istanbul  | Cebeci Sport Hall               | 1,250     |
| Muratbey Uşak Sportif     | Uşak      | Uşak Üniversitesi Sport Hall    | 2,000     |
| Pınar Karşıyaka           | İzmir     | Karşıyaka Arena                 | 5,000     |
| Sakarya BB                | Sakarya   | Sakarya Sports Hall             | 5,000     |
| Tofaş                     | Bursa     | Tofaş Nilüfer Sports Hall       | 7,500     |
| Trabzonspor Medical Park  | Trabzon   | Hayri Gür Arena                 | 7,500     |
| Yeşilgiresun Belediye     | Giresun   | 19 Eylül Sports Hall            | 3,000     |

## Resultados

### Temporada regular
| Pos. | Equipo                    | PJ | G  | P  | PF   | PC   | DP   | Pts | Clasificación o descenso   |
| ---- | ------------------------- | -- | -- | -- | ---- | ---- | ---- | --- | -------------------------- |
| 1    | Fenerbahçe Doğuş          | 30 | 27 | 3  | 2618 | 2179 | +439 | 57  | Clasificados para playoffs |
| 2    | Tofaş                     | 30 | 24 | 6  | 2538 | 2328 | +210 | 54  | Clasificados para playoffs |
| 3    | Anadolu Efes              | 30 | 22 | 8  | 2501 | 2397 | +104 | 51  | Clasificados para playoffs |
| 4    | Beşiktaş Sompo Japan      | 30 | 20 | 10 | 2288 | 2170 | +118 | 50  | Clasificados para playoffs |
| 5    | Banvit                    | 30 | 18 | 12 | 2371 | 2278 | +93  | 48  | Clasificados para playoffs |
| 6    | Darüşşafaka               | 30 | 18 | 12 | 2399 | 2219 | +180 | 48  | Clasificados para playoffs |
| 7    | Eskişehir                 | 30 | 16 | 14 | 2401 | 2414 | −13  | 46  | Clasificados para playoffs |
| 8    | Sakarya BB                | 30 | 14 | 16 | 2305 | 2348 | −43  | 44  | Clasificados para playoffs |
| 9    | Galatasaray Odeabank      | 30 | 13 | 17 | 2430 | 2407 | +23  | 43  |                            |
| 10   | Pınar Karşıyaka           | 30 | 12 | 18 | 2334 | 2494 | −160 | 42  |                            |
| 11   | İstanbul BB               | 30 | 11 | 19 | 2347 | 2472 | −125 | 41  |                            |
| 12   | Demir İnşaat Büyükçekmece | 30 | 10 | 20 | 2374 | 2461 | −87  | 40  |                            |
| 13   | Trabzonspor Medical Park  | 30 | 10 | 20 | 2568 | 2755 | −187 | 40  |                            |
| 14   | Gaziantep                 | 30 | 10 | 20 | 2354 | 2506 | −152 | 40  |                            |
| 15   | Yeşilgiresun Belediye (R) | 30 | 9  | 21 | 2391 | 2607 | −216 | 39  | Descenso a TB2L            |
| 16   | Muratbey Uşak Sportif (R) | 30 | 6  | 24 | 2280 | 2464 | −184 | 36  | Descenso a TB2L            |

 Fuente: Basketbol Süper Ligi
Notas:
1. ↑  Anadolu Efes fue penalizado con un punto menos tras abandonar la cancha en las semifinales de los playoffs en la temporada 2016–17.[1]

### Resultados
| Local \ Visitante         | EFE    | BAN    | BES   | DAR    | BÜY     | ESK     | FEN    | GAL    | GAZ     | IBB    | USA   | KAR     | SAK    | TOF   | TRA    | YES    |
| ------------------------- | ------ | ------ | ----- | ------ | ------- | ------- | ------ | ------ | ------- | ------ | ----- | ------- | ------ | ----- | ------ | ------ |
| Anadolu Efes              | —      | 77–99  | 78–69 | 73–69  | 94–75   | 89–77   | 84–80  | 76–68  | 94–87   | 86–67  | 97–84 | 89–77   | 83–68  | 87–79 | 98–91  | 97–93  |
| Banvit                    | 82–90  | —      | 83–87 | 68–64  | 84–89   | 55–58   | 63–61  | 80–90  | 86–76   | 69–72  | 71–58 | 84–65   | 75–66  | 64–70 | 75–72  | 104–80 |
| Beşiktaş Sompo Japan      | 67–64  | 79–64  | —     | 88–84  | 78–65   | 87–69   | 71–76  | 80–78  | 87–80   | 94–83  | 77–70 | 77–63   | 58–71  | 59–60 | 78–74  | 91–94  |
| Darüşşafaka               | 79–67  | 85–88  | 74–67 | —      | 75–57   | 90–83   | 84–78  | 69–67  | 77–83   | 79–77  | 89–76 | 78–63   | 76–61  | 54–58 | 88–73  | 80–73  |
| Demir İnşaat Büyükçekmece | 63–77  | 82–84  | 59–72 | 77–75  | —       | 72–79   | 80–88  | 77–86  | 98–78   | 107–78 | 78–84 | 77–70   | 71–64  | 76–93 | 81–76  | 101–58 |
| Eskişehir                 | 84–86  | 80–81  | 78–87 | 89–82  | 76–72   | —       | 66–85  | 70–64  | 84–85   | 80–76  | 85–84 | 66–72   | 102–96 | 76–75 | 90–72  | 86–75  |
| Fenerbahçe Doğuş          | 100–74 | 80–63  | 83–60 | 76–69  | 82–59   | 79–69   | —      | 80–60  | 96–71   | 96–73  | 89–72 | 97–71   | 89–75  | 98–78 | 112–83 | 85–72  |
| Galatasaray Odeabank      | 85–91  | 72–91  | 77–73 | 77–89  | 98–71   | 84–78   | 62–83  | —      | 82–58   | 99–77  | 87–81 | 98–82   | 75–77  | 83–90 | 84–78  | 106–84 |
| Gaziantep Basketbol       | 66–74  | 82–63  | 62–69 | 65–98  | 87–67   | 118–119 | 90–95  | 66–77  | —       | 85–72  | 68–65 | 74–73   | 79–67  | 69–87 | 84–95  | 79–78  |
| İstanbul BB               | 84–58  | 65–72  | 56–69 | 75–72  | 82–70   | 85–71   | 70–83  | 74–67  | 92–86   | —      | 77–73 | 77–81   | 58–69  | 73–80 | 92–100 | 99–87  |
| Muratbey Uşak Sportif     | 78–81  | 71–89  | 65–75 | 84–80  | 71–104  | 68–81   | 81–90  | 85–78  | 67–75   | 79–83  | —     | 86–92   | 69–81  | 73–86 | 100–71 | 85–82  |
| Pınar Karşıyaka           | 92–85  | 69–89  | 79–71 | 71–93  | 103–98  | 70–74   | 69–74  | 75–91  | 74–67   | 84–76  | 78–74 | —       | 88–80  | 80–84 | 79–78  | 77–71  |
| Sakarya BB                | 74–100 | 81–76  | 69–75 | 55–66  | 77–67   | 100–89  | 79–83  | 75–73  | 79–57   | 86–95  | 83–73 | 90–78   | —      | 74–86 | 87–82  | 77–66  |
| Tofaş                     | 80–69  | 93–104 | 83–79 | 97–81  | 92–88   | 73–69   | 71–88  | 97–90  | 109–107 | 89–85  | 97–72 | 94–75   | 84–79  | —     | 103–63 | 92–52  |
| Trabzonspor Medical Park  | 89–96  | 88–84  | 71–82 | 82–104 | 105–113 | 73–86   | 90–119 | 103–82 | 91–86   | 111–93 | 76–91 | 108–105 | 96–79  | 91–83 | —      | 100–95 |
| Yeşilgiresun Belediye     | 91–87  | 76–81  | 58–82 | 71–96  | 95–80   | 79–87   | 70–93  | 97–90  | 91–84   | 90–81  | 64–61 | 94–79   | 79–86  | 70–75 | 106–86 | —      |

## Playoffs

### Cuadro final
|  | Cuartos de final | Cuartos de final     | Cuartos de final |              |   | Semifinales      | Semifinales | Semifinales |  |   | Finales          | Finales | Finales |  |
|  |                  |                      |                  |              |   |                  |             |             |  |   |                  |         |         |  |
|  |                  |                      |                  |              |   |                  |             |             |  |   |                  |         |         |  |
|  | 1                | Fenerbahçe Doğuş     | 2                |              |   |                  |             |             |  |   |                  |         |         |  |
|  | 1                | Fenerbahçe Doğuş     | 2                |              |   |                  |             |             |  |   |                  |         |         |  |
|  | 8                | Sakarya BB           | 0                |              |   |                  |             |             |  |   |                  |         |         |  |
|  | 8                | Sakarya BB           | 0                |              | 1 | Fenerbahçe Doğuş | 3           |             |  |   |                  |         |         |  |
|  |                  |                      |                  |              | 1 | Fenerbahçe Doğuş | 3           |             |  |   |                  |         |         |  |
|  |                  |                      | 5                | Banvit       | 0 |                  |             |             |  |   |                  |         |         |  |
|  | 4                | Beşiktaş Sompo Japan | 5                | Banvit       | 0 | 0                |             |             |  |   |                  |         |         |  |
|  | 4                | Beşiktaş Sompo Japan |                  |              |   |                  |             |             |  |   |                  |         |         |  |
|  | 5                | Banvit               | 2                |              |   |                  |             |             |  |   |                  |         |         |  |
|  | 5                | Banvit               | 2                |              |   |                  |             |             |  | 1 | Fenerbahçe Doğuş | 4       |         |  |
|  |                  |                      |                  |              |   |                  |             |             |  | 1 | Fenerbahçe Doğuş | 4       |         |  |
|  |                  |                      | 2                | Tofaş        | 1 |                  |             |             |  |   |                  |         |         |  |
|  | 2                | Tofaş                | 2                | Tofaş        | 1 | 2                |             |             |  |   |                  |         |         |  |
|  | 2                | Tofaş                |                  |              |   |                  |             |             |  |   |                  |         |         |  |
|  | 7                | Eskişehir            | 0                |              |   |                  |             |             |  |   |                  |         |         |  |
|  | 7                | Eskişehir            | 0                |              | 2 | Tofaş            | 3           |             |  |   |                  |         |         |  |
|  |                  |                      |                  |              | 2 | Tofaş            | 3           |             |  |   |                  |         |         |  |
|  |                  |                      | 3                | Anadolu Efes | 1 |                  |             |             |  |   |                  |         |         |  |
|  | 3                | Anadolu Efes         | 3                | Anadolu Efes | 1 | 2                |             |             |  |   |                  |         |         |  |
|  | 3                | Anadolu Efes         |                  |              |   |                  |             |             |  |   |                  |         |         |  |
|  | 6                | Darüşşafaka          | 0                |              |   |                  |             |             |  |   |                  |         |         |  |
|  | 6                | Darüşşafaka          | 0                |              |   |                  |             |             |  |   |                  |         |         |  |
|  |                  |                      |                  |              |   |                  |             |             |  |   |                  |         |         |  |